# Македонцы в Хорватии

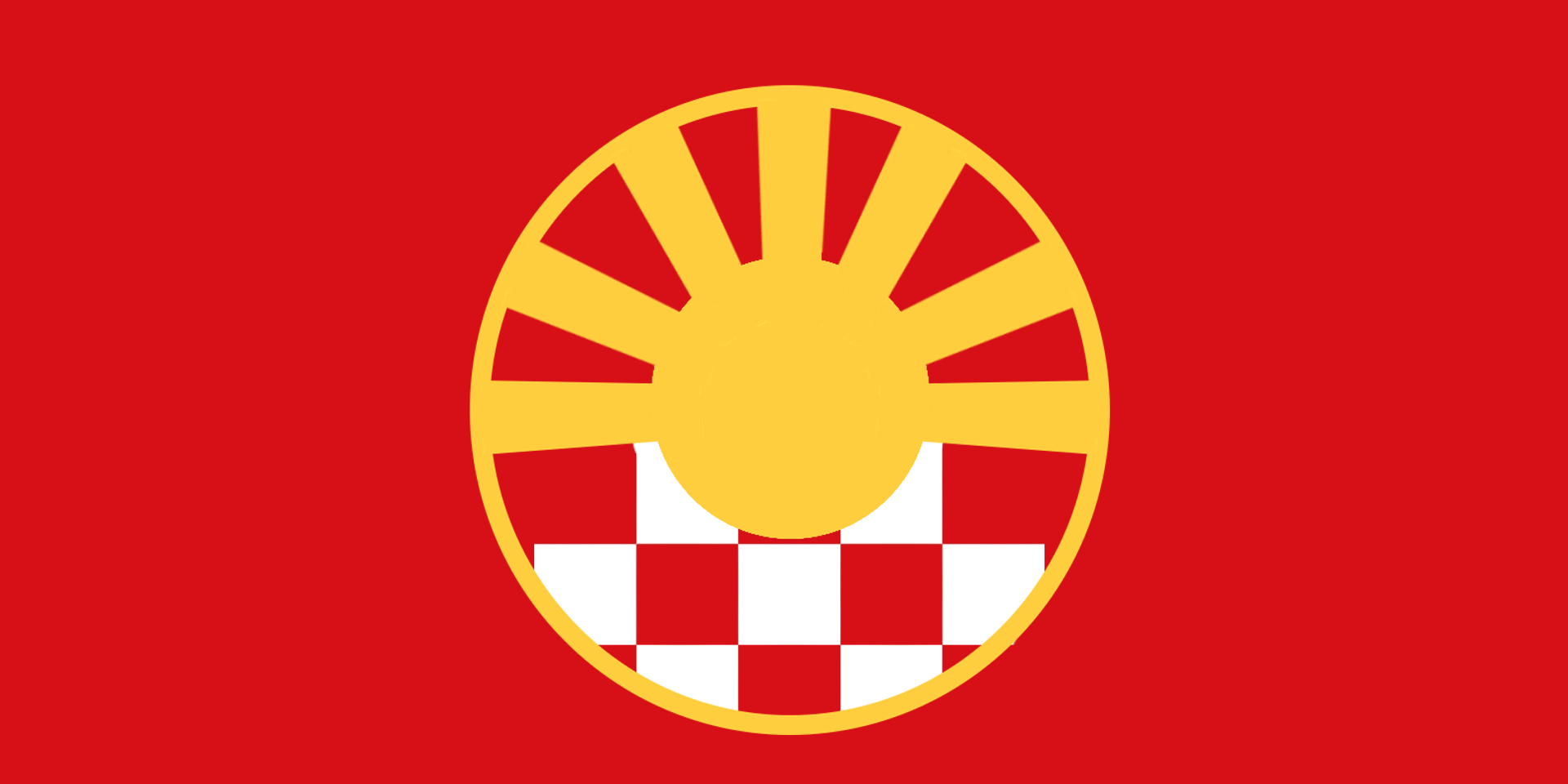
Флаг македонцев в Хорватии

Хорватские македонцы (макед. Хрватски Македонци, хорв. Makedonci u Hrvatskoj) — этнические македонцы, постоянно проживающие в Хорватии. Согласно официальной переписи населения 2011 года в Хорватии проживает 4138 этнических македонцев.
Македонцы признаны в Хорватии автохтонным национальным меньшинством, и в качестве такового они избирают специального представителя в Хорватский сабор, совместно с членами четырёх других национальных меньшинств.

## Миграция
Македонцы мигрировали в Хорватию со времён коммунистической Югославии. Ранняя миграция состояла преимущественно из сельских жителей. Впоследствии к ним присоединились многие другие мигранты, ехавшие в Хорватию за предоставляемыми там возможностями в области бизнеса. Многие из них поселились в Загребе и в Истрии. Македонские общины также можно обнаружить и в других крупных городах Хорватии, таких как Осиек, Пула и Задар.

## Культура
Главной македонской культурной ассоциацией в Хорватии является Македонская община Хорватии (макед. Zajednica Makedonaca u Republici Hrvatskoj). Она была основана в 1992 году и имеет небольшие отделения в шести крупных Хорватии, где проживают македонцы: Загребе, Сплите, Задаре, Осиеке, Риеке и Пуле.
Эти ассоциации занимаются продвижением традиционного македонского фольклора, обычаев своей родины, а также содействуют сохранению македонского наследия и языка в Хорватии

## Религия
Македонцы в Хорватии являются преимущественно приверженцами Македонской православной церкви. Существует четыре организованные церковные общины, которые сокращённо называются МПЦО (макед. Makedonska Pravoslavna Crkovna Opština). К ним относятся общины святой Златы Мегленской в Загребе, святого Наума Охридского в Сплите, святого Иоакима Осоговского в Пуле и святого царя Константина и царицы Елены в Риеке.

## СМИ
В Хорватии выходят несколько газет на македонском языке. Наиболее известным из них является «Македонский глас» (макед. Македонски Глас), который печатается с 1990-х годов при финансовой поддержке хорватского правительства.

## Македонцы по жупаниям и городам

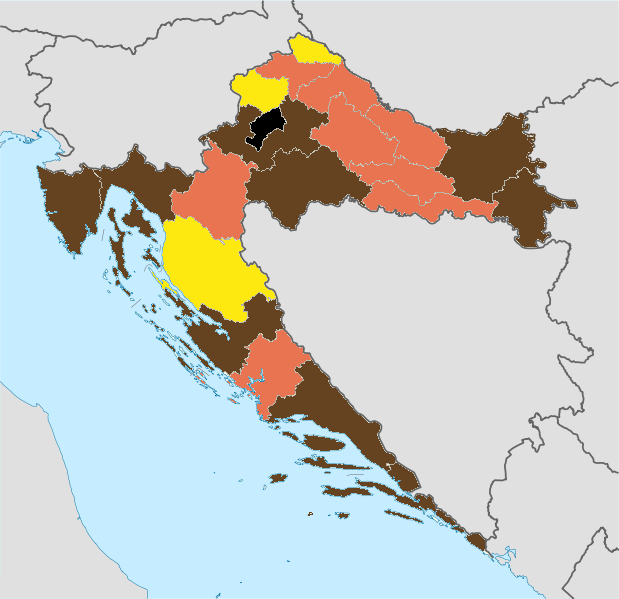
<1000
100-500
50-100
50<

| Жупания                | Македонцы | %      |
| ---------------------- | --------- | ------ |
| Истарска               | 454       | 0,22 % |
| Бьеловарско-Билогорска | 93        | 0,07 % |
| Карловачка             | 90        | 0,06 % |
| Копривничко-Крижевачка | 51        | 0,04 % |
| Крапинско-Загорска     | 48        | 0,03 % |
| Личко-Сеньска          | 23        | 0,04 % |
| Меджимурска            | 21        | 0,02 % |
| Приморско-Горанска     | 489       | 0,16 % |
| Сисачко-Мославачка     | 125       | 0,07 % |
| Вараждинска            | 66        | 0,04 % |
| Загребачка             | 190       | 0,06 % |
| Загреб                 | 1315      | 0,17 % |
| Дубровачко-Неретванска | 109       | 0,09 % |
| Сплитско-Далматинска   | 387       | 0,08 % |
| Шибенско-Книнска       | 63        | 0,06 % |
| Задарска               | 122       | 0,08 % |
| Бродско-Посавска       | 75        | 0,04 % |
| Осьечко-Бараньска      | 311       | 0,09 % |
| Пожешко-Славонска      | 60        | 0,07 % |
| Вировитичко-Подравска  | 54        | 0,06 % |
| Вуковарско-Сриемска    | 124       | 0,06 % |

| 10 городов Хорватии с наибольшим количеством македонцев |               |           |      |
| №                                                       | Город         | Македонцы | %    |
| 1                                                       | Загреб        | 1315      | 0,17 |
| 2                                                       | Риека         | 320       | 0,22 |
| 3                                                       | Сплит         | 280       | 0,15 |
| 4                                                       | Пула          | 229       | 0,39 |
| 5                                                       | Осиек         | 178       | 0,16 |
| 6                                                       | Задар         | 87        | 0,12 |
| 7                                                       | Карловац      | 71        | 0,12 |
| 8                                                       | Сисак         | 62        | 0,12 |
| 9                                                       | Велика-Горица | 59        | 0,09 |
| 10                                                      | Дубровник     | 49        | 0,11 |